# حصاة برازية
حصاة برازية أو حصاة غائطية (بالإنجليزية: fecalith)‏، هي حصوة مصنوعة من البراز وهي عبارة عن تصلب في البراز إلى كتل بأحجام متفاوتة وقد تحدث في أي مكان على طول الأمعاء ولكن عادةً ما توجد في القولون. تُسمى أحياناً بـحصاة الزائدة عندما توجد في الزائدة الدودية وتترافق أحياناً مع التهاب الزائدة الدودية. يمكنها أيضاً سد الردب. وقد تحدث بسبب انحشار البراز. الكتلة الغائطية أو الورم البرازي هو شكل أكثر حدة من انحشار البراز، ويُعتبر الورم البرازي الصلب حصاة برازية ضخمة.

## التشخيص
- الاشعة المقطعية
- السونار.

## المُضاعفات
قد تؤدي الحصاة الصغيرة إلى التهاب الزائدة الدودية و التهاب الردب الحاد.

## صور إضافية

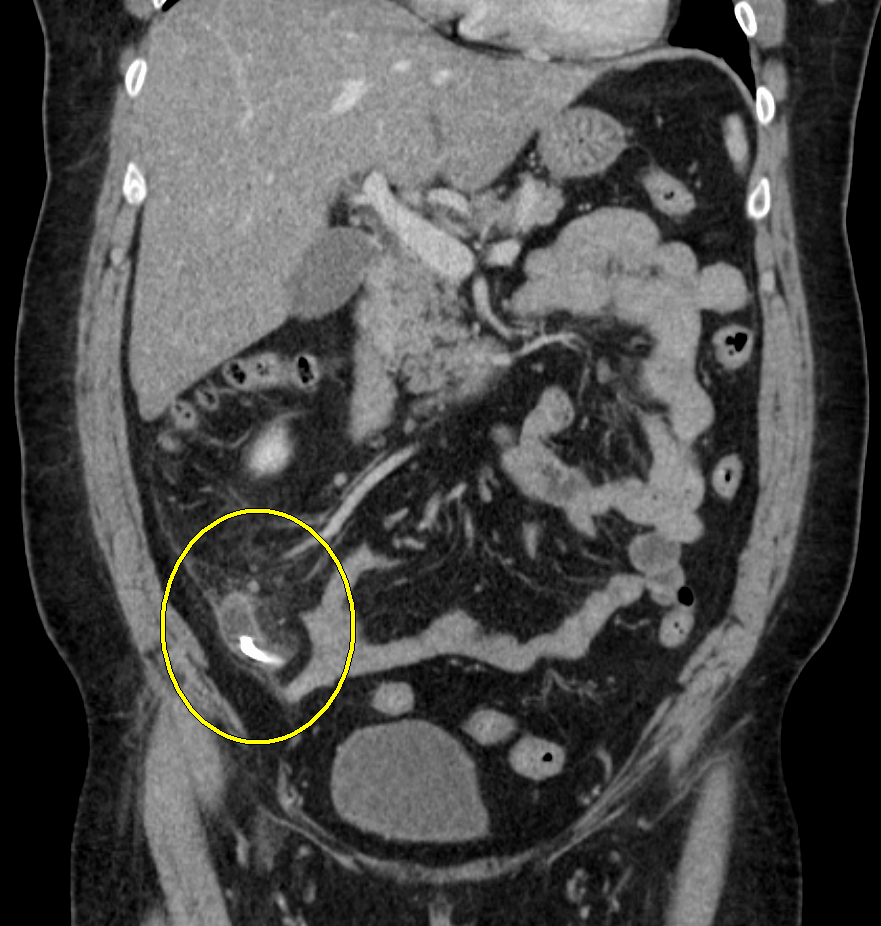
أشعة مقطعية تُظهر حصاة برازية.
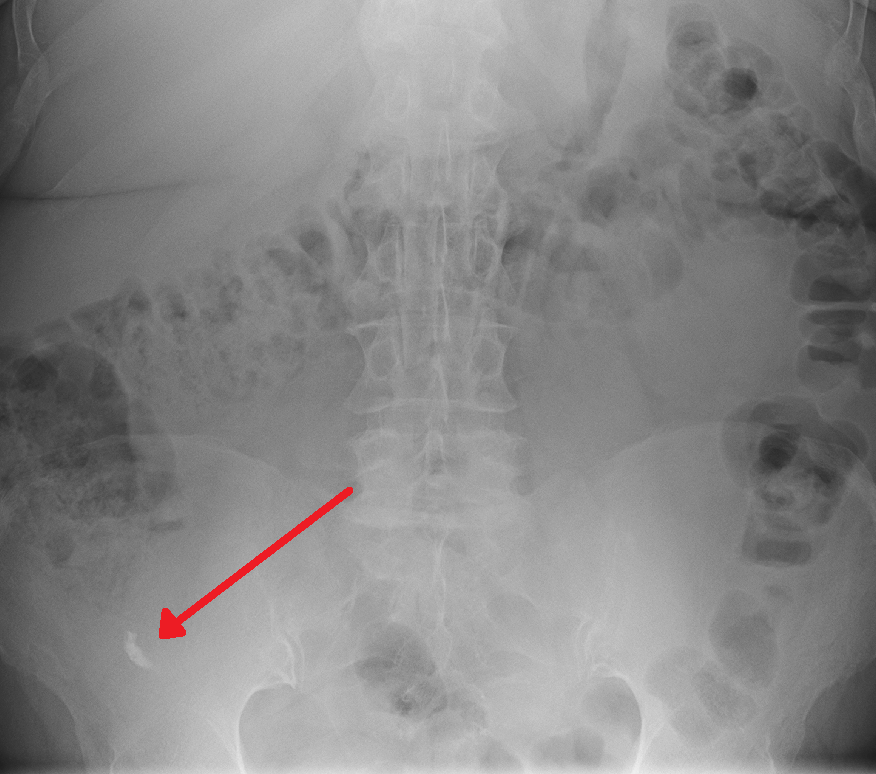
اشعة اكس تُظهر حصاة الزائدة الدودية.